# Ronaldo da Costa
Ronaldo da Costa (Descoberto, 7 juni 1970) is een Braziliaanse voormalige langeafstandsloper. Hij had het wereldrecord op de marathon van 1998 tot 1999 in handen. Hij heeft met 13.37 op de 5000 m en 28.07,73 op de 10.000 m respectabele persoonlijk records op zijn naam staan. Het laatste record gold gedurende twaalf jaar tevens als nationaal record.

## Biografie
Da Costa heeft vijf broers en zeven zussen en begon in 1989 met hardlopen. Hij betaalde zijn jonge neefjes kleine geldbedragen om bij het trainen water te dragen en mee te fietsen. Hij is getrouwd en heeft een dochter, Victoria (2000).
Zijn eerste succes behaalde hij in 1993 door op de 5000 m zowel Braziliaans kampioen als Zuid-Amerikaans kampioen te worden. Een jaar later won Da Costa de Brazilian road race (15 km) en werd een held in eigen land. In datzelfde jaar werd hij achter Khalid Skah en Germán Silva in 1:00.54 derde op het wereldkampioenschap halve marathon in Oslo. In 1996 nam hij op de Olympische Spelen van 1996 deel aan de 10.000 m. Hier sneuvelde hij in de voorrondes met een tijd van 29.26,58.
Op 20 september 1998, tijdens de marathon van Berlijn, verbeterde hij het tien jaar oude wereldrecord op deze afstand dat in handen was van Belayneh Densamo. Hij liep een tijd van 2:06.05. Deze prestatie is opmerkelijk, omdat het pas zijn tweede marathon was. Een jaar eerder debuteerde hij, eveneens in Berlijn, met een vijfde plaats in 2:09.07.
Da Costa heeft zijn oude niveau nooit meer benaderd. Volgens insiders koos hij de verkeerde vrienden en kon hij zich nooit meer optimaal voorbereiden. Door blessures is Da Costa inmiddels gedwongen om zijn internationale carrière op te geven, maar bij nationale loopevenementen in Brazilië is hij nog regelmatig van de partij.

## Titels
- Zuid-Amerikaans kampioen halve marathon - 1998
- Zuid-Amerikaans kampioen 5000 m - 1993, 1995
- Ibero-Amerikaans kampioen 5000 m - 1994
- Braziliaans kampioen 5000 m - 1993, 1994
- Braziliaans kampioen 10.000 m - 1998

## Persoonlijke records
Baan
| Onderdeel | Prestatie        | Datum        | Plaats         |
| --------- | ---------------- | ------------ | -------------- |
| 3000 m    | 7.59,34          | 1998         |                |
| 5000 m    | 13.37,37         | 25 juni 1993 | Rio de Janeiro |
| 10.000 m  | 28.07,73 (ex-NR) | 1 juni 1996  | Richmond       |

Weg
| Onderdeel      | Prestatie           | Datum             | Plaats  |
| -------------- | ------------------- | ----------------- | ------- |
| 15 km          | 42.41 (NR)          | 26 februari 1994  | Tampa   |
| halve marathon | 1:00.54 (ex-NR)     | 24 september 1994 | Oslo    |
| marathon       | 2:06.05 (ex-WR; NR) | 20 september 1998 | Berlijn |

## Palmares

### 5000 m
- 1993:  Braziliaanse kamp. - 13.37,37
- 1993:  Zuid-Amerikaanse kamp. - 13.58,7
- 1994:  Braziliaanse kamp. - 13.41,0
- 1994:  Ibero-Amerikaanse kamp. - 13.47,99
- 1995:  Braziliaanse kamp. - 13.46,32
- 1995:  Zuid-Amerikaanse kamp. - 13.51,66
- 1996:  Oxy Distance Carnival in Los Angeles - 13.45,0
- 1998:  Gaucho Meeting in Sao Leopoldo - 13.51,60
- 1998:  Braziliaanse kamp. - 13.44,05
- 2000:  La Jolla - 14.41,58
- 2001:  Torneo Joao Carlos de Oliveira in Rio de Janeiro - 14.36,20

### 10.000 m
- 1993:  Braziliaanse kamp. - 28.35,8
- 1994:  Ibero Amerikaanse kamp. - 28.18,26
- 1995:  Pan-Amerikaanse Spelen - 29.07,68
- 1995:  Braziliaanse kamp. - 28.54,22
- 1996:  Rio de Janeiro - 28.30,53
- 1996:  Harry Jerome Classic in Richmond - 28.07,73
- 1997:  Braziliaanse kamp. - 28.50,63
- 1998:  Braziliaanse kamp. - 28.23,68
- 2000:  La Jolla - 30.48,42

### 5 km
- 1998:  Brazilian World Road Relay Trials in Manaus - 14.07

### 10 km
- 1993:  Heart of Florida Citrus Classic in Winter Haven - 29.00
- 1993: 5e Asbury Park Classic - 29.37
- 1994:  Manaus Road Race - 28.06
- 1994:  The Foundation Citrus Classic in Winter Haven - 28.53
- 1995:  San Fernando in Punta del Este - 27.52
- 1995:  Manaus - 29.26
- 1998: 5e Tribuna FM in Santos - 29.01
- 1999:  Longmont Turkey Trot - 31.12
- 2002:  Rio Cali - 27.49

### 15 km
- 1994:  Gasparilla Distance Classic in Tampa - 42.41
- 1994:  São Silvestre in Sao Paulo - 44.11
- 1999:  Rio de Janeiro - 46.54
- 2002:  Corrida Rescate de la Frontera in Tumaco - 42.35

### halve marathon
- 1992:  halve marathon van Vitoria - 1:02.00
- 1992: 20e WK in South Shields - 1:02.10
- 1993:  halve marathon van Rio de Janeiro - 1:02.58
- 1994:  halve marathon van Coban - 1:05.14
- 1994:  halve marathon van Buenos Aires - 1:01.05
- 1994:  WK in Oslo - 1:00.54
- 1995: 4e halve marathon van Coamo - 1:06.17
- 1995: 72e WK in Montbéliard/Belfort - 1:05.49
- 1996:  halve marathon van Rio de Janeiro - 1:03.32
- 1997:  halve marathon van Coamo - 1:04.25
- 1997: 4e halve marathon van Milaan - 1:03.03
- 1998:  halve marathon van Rio de Janeiro - 1:02.17
- 1998: 12e WK in Uster - 1:01.40

### marathon
- 1997: 5e marathon van Berlijn - 2:09.07
- 1998:  marathon van Berlijn - 2:06.06
- 1999: 17e marathon van Londen - 2:14.10
- 2000: 17e marathon van Praag - 2:19.29
- 2002: 16e marathon van Berlijn - 2:12.52
- 2003: 17e marathon van Tokio - 2:20.57

### veldlopen
- 1993: 138e WK in Amorebieta - 35.53
- 1994:  Zuid-Amerikaanse kamp. - 39.15